# Ophisma detrahens
Ophisma detrahens är en fjärilsart som beskrevs av Walker 1858. Ophisma detrahens ingår i släktet Ophisma och familjen nattflyn. Inga underarter finns listade i Catalogue of Life.